# Ottawa Comiccon
L' Ottawa Comiccon és una convenció de fans centrada en còmics, ciència-ficció, terror, anime i jocs. És un empresa derivada del Comiccon de Montreal. Es va celebrar per primer cop l'any 2012. L'esdeveniment inclou còmics, joguines, jocs, ciència-ficció, terror, anime, cartes no esportives i objectes de col·lecció. Se celebra al centre de convencions EY Centre d'Ottawa, té lloc al maig i té una durada de tres dies. Els organitzadors del Comiccon d'Ottawa provenen principalment de l'organització del Comiccon de Montreal.
L'esdeveniment compta amb convidats especials, artistes, expositors i concursos especials. El públic inclou persones de totes les edats. La primera edició, l'any 2012, va comptar amb convidats com William Shatner (de Star Trek), entre d'altres.
La convenció de fans conté contingut multigènere. Tot i que comparteix trets comuns amb la Comic-Con International de San Diego i la Fan Expo Canada de Toronto, el Comiccon d'Ottawa es diferencia per ser un lloc molt més petit.

## Programació
Com passa amb la majoria de convencions de còmics, el Comiccon d'Ottawa ofereix una selecció d'activitats, exposicions i altres atraccions. La programació del Comiccon consta d'una gran àrea de distribuïdors, un carreró d'artistes, un concurs de disfresses, una zona de jocs de cromos i panells de convidats. Les sessions de fotos de convidats, la mascarada i les barreres estructurades d'alineació d'autògrafs s'han establert des de la primera edició.

## Història
El Comiccon d'Ottawa va celebrar la seva primera edició el 2012 al Centre EY. L'acte va durar 2 dies i va atreure 22.000 persones.
La segona edició del maig de 2013 va incloure un dia a la programació, ampliant l'acte de divendres a diumenge. L'edició de maig de 2013 va atreure més de 30.000 seguidors.
La tercera edició, el maig de 2014, va atreure 38.000 persones durant un període de tres dies. La configuració del sòl es va canviar per adaptar-se millor a l'alineació d'autògrafs i fotografies.
La sisena edició, el maig de 2017, va traslladar la zona de restauració a l'exterior sota una carpa per alliberar espai dins del centre de conferències per a estands i exposicions. Es va afegir un nou esdeveniment, "Tots els camins porten a Roma", també sota una carpa a l'exterior. L'esdeveniment va afegir combat de gladiadors, entrenament de gladiadors per als assistents a la ComicCon i fabricació d'espelmes.
Igual que amb el Comiccon de Montreal, els organitzadors també organitzen una convenció més petita de dos dies de novembre a desembre anomenada "Ottawa Pop Expo". La primera edició de l'Expo es va celebrar el desembre 7è cap de setmana al Centre EY. Va oferir una selecció més petita de convidats, comerciants i artistes. L'estructura organitzativa es va mantenir la mateixa que l'edició de maig, però amb una mica menys de personal i voluntaris. El 2016, l'esdeveniment Ottawa Pop Expo va ser rebatejat com a "Ottawa Comiccon: Holiday Edition", amb entrada gratuïta, i es va descriure com una "celebració de compres friki de dos dies". L'esdeveniment es va centrar exclusivament en contingut comprable, sense convidats de mitjans.